# Inquisitor plurinodulatus
Inquisitor plurinodulatus é uma espécie de gastrópode do gênero Inquisitor, pertencente a família Pseudomelatomidae.